# 永安里駅
永安里駅（えいあんり-えき）は、中華人民共和国北京市朝陽区に位置する北京地下鉄1号線の駅。

## 歴史
- 1999年9月28日 - 当時復八線として開業。
- 2000年6月28日 - 西単駅～天安門西駅間開通で、1号線の駅となる。
- 2016年7月18日 - 可動式ホーム柵の設置。
- 2017年7月9日 - 可動式ホーム柵の稼働開始。

## 駅構造

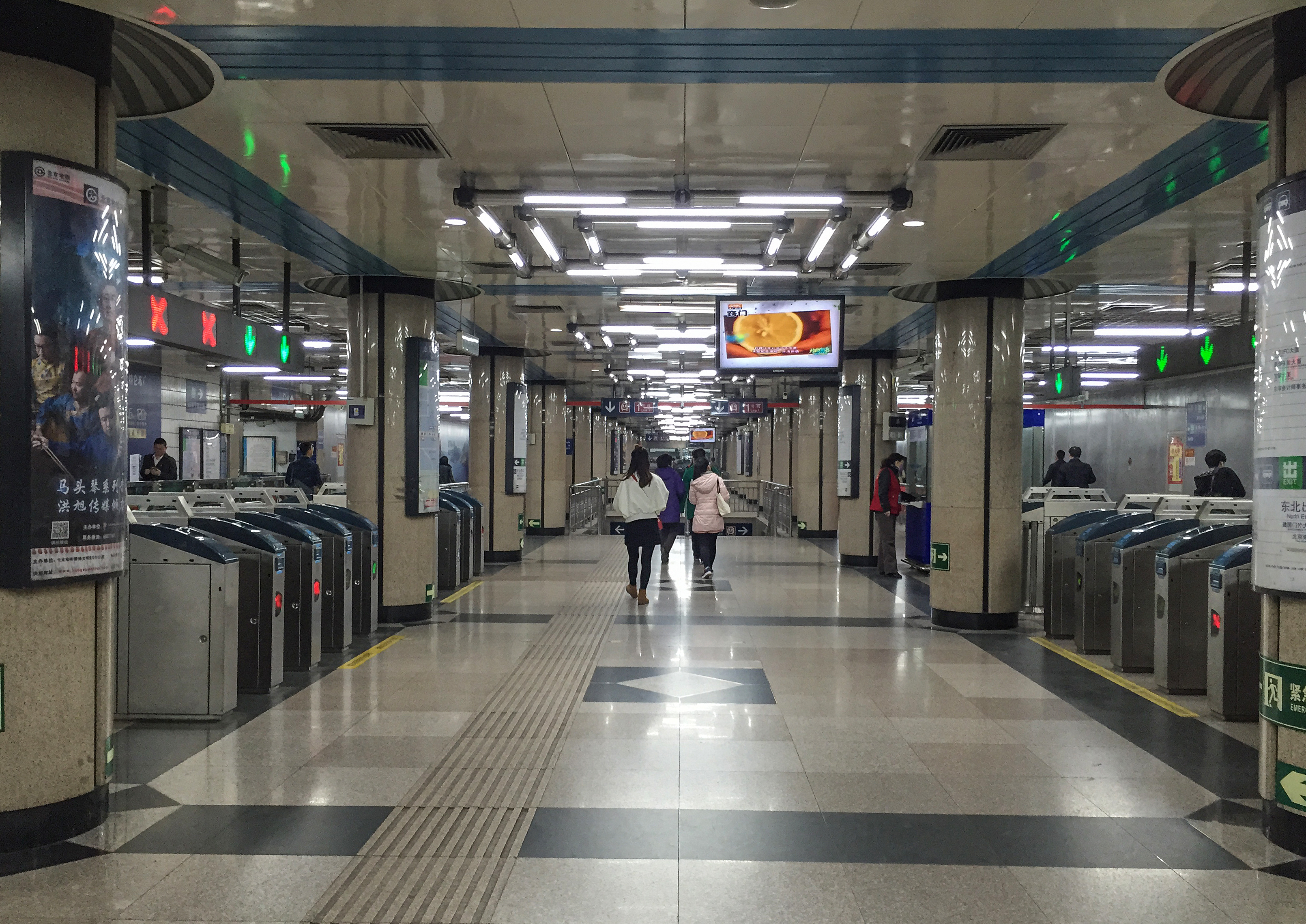
改札口

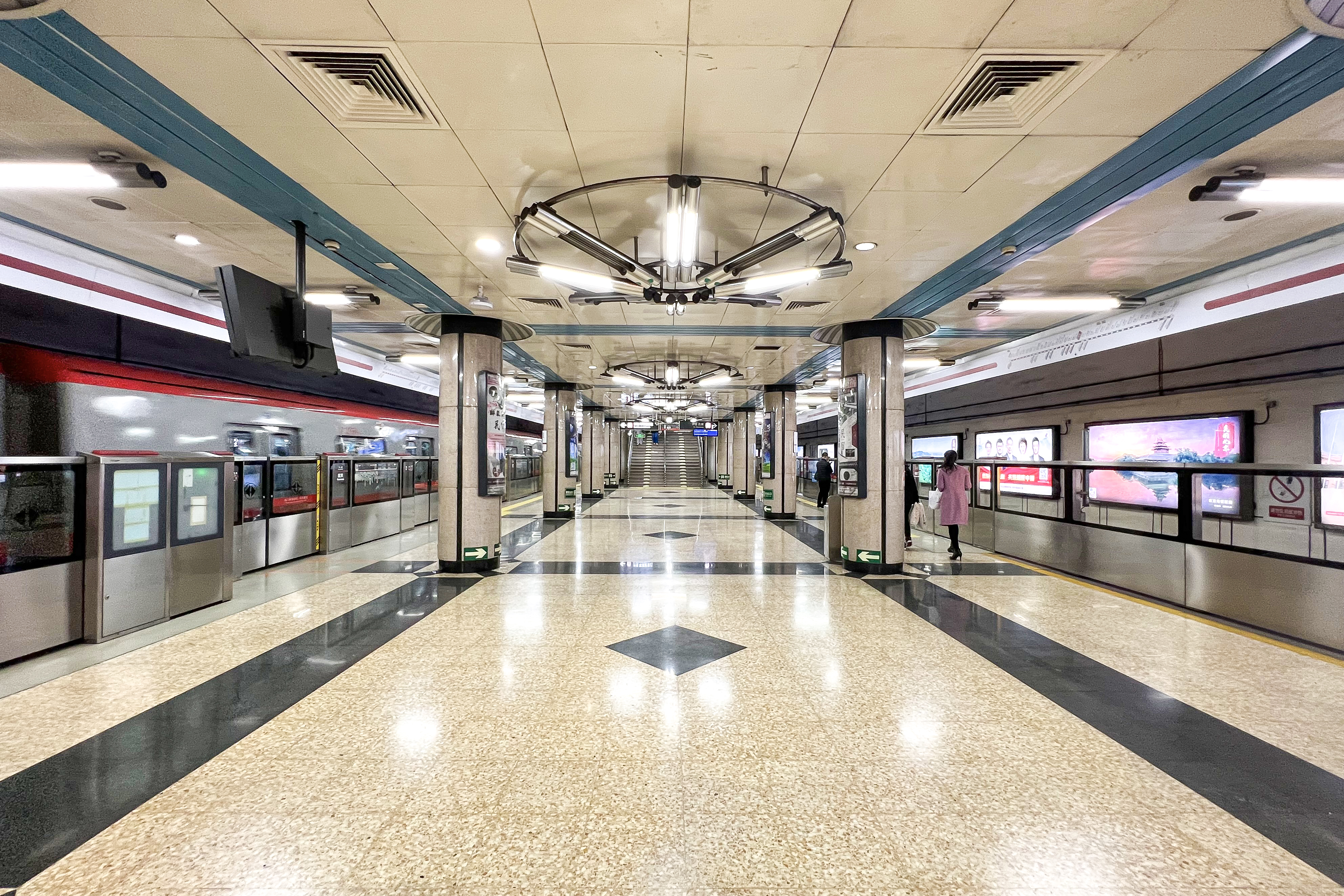
ホーム（2022年4月）

島式ホーム1面2線の地下駅で、保安用として可動式ホーム柵を有する。

## 駅周辺
- 北京人民放送局
- 貴友大厦
- 建国飯店
- 中国国際広告公司

## 隣の駅
北京地下鉄
■1号線
建国門駅 - 永安里駅 - 国貿駅